# Sergei Andrejewitsch Bobrowski
Sergei Andrejewitsch Bobrowski (russisch Сергей Андреевич Бобровский; englische Transkription: Sergei Andreyevich Bobrovsky; * 20. September 1988 in Nowokusnezk, Russische SFSR) ist ein russischer Eishockeytorwart, der seit Juli 2019 bei den Florida Panthers in der National Hockey League spielt. Mit dem Team gewann er in den Playoffs 2024 und 2025 den Stanley Cup. Zuvor war er in der NHL für die Philadelphia Flyers und Columbus Blue Jackets aktiv. 2013 und 2017 wurde er mit der Vezina Trophy als bester Torhüter der Liga geehrt. Mit der russischen Nationalmannschaft gewann er die Goldmedaille bei der Weltmeisterschaft 2014.

## Karriere

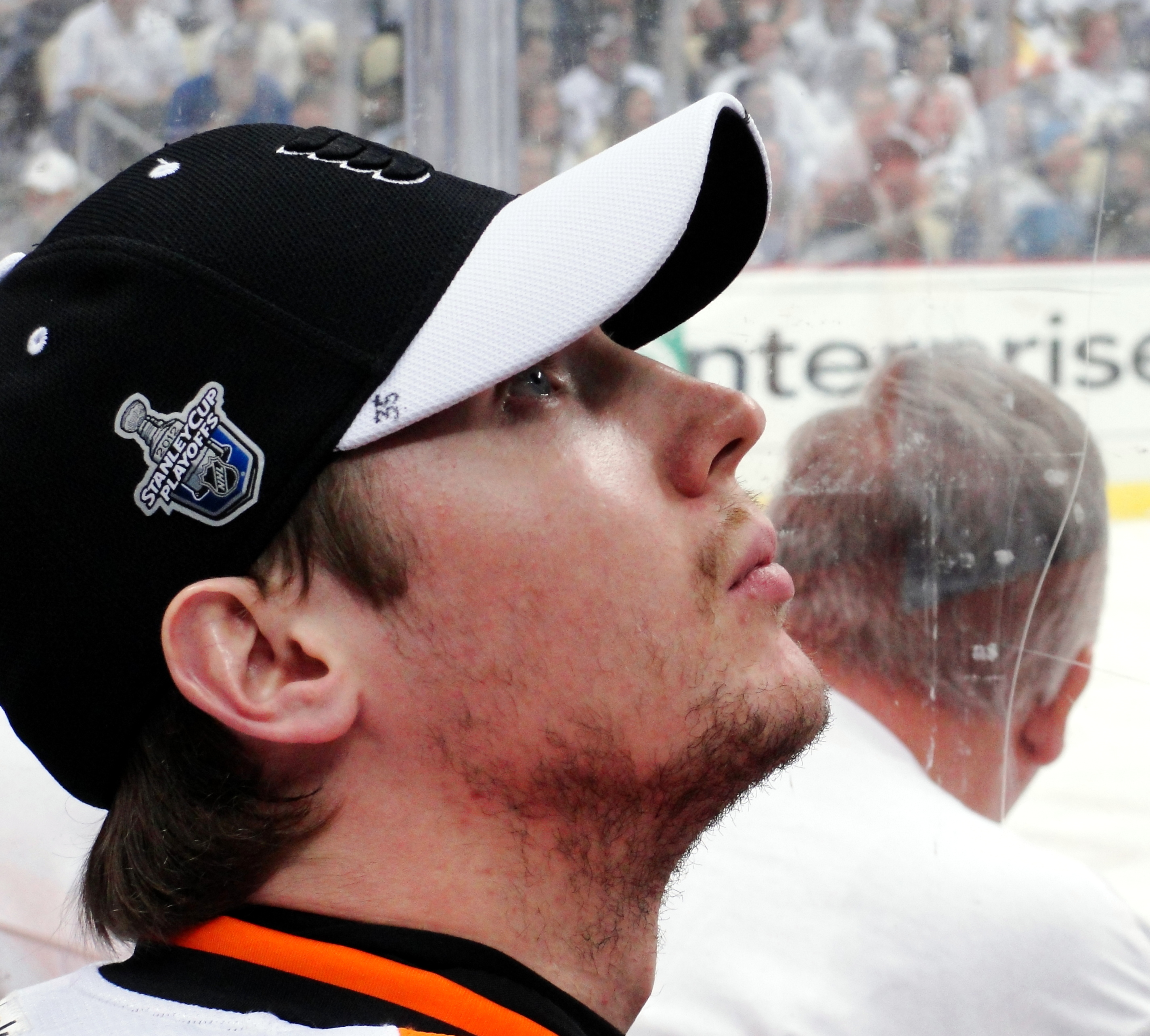
Sergei Bobrowski (April 2012)

Sergei Bobrowski begann seine Karriere als Eishockeyspieler beim Metallurg Nowokusnezk. Zuvor war er bereits im Jugendbereich für den Verein aktiv gewesen. 2010 wurde er von den Adirondack Phantoms verpflichtet.
Am 7. Oktober 2010 debütierte er in der National Hockey League für die Philadelphia Flyers, als er die gesamte Partie durchspielte, seinen ersten Sieg in der NHL feierte und zwei Gegentreffer bei 31 Schüssen auf sein Tor zuließ.
Im Juni 2012 transferierten ihn die Philadelphia Flyers im Austausch für ein Zweit- und Viertrunden-Wahlrecht im NHL Entry Draft 2012 und einem Viertrunden-Wahlrecht im NHL Entry Draft 2013 zu den Columbus Blue Jackets. Nach seiner ersten Saison in Columbus wurde der Russe mit der Vezina Trophy als bester Torhüter der Liga geehrt und darüber hinaus ins NHL First All-Star Team gewählt.
In der Saison 2016/17 stellte Bobrowski mit 41 Siegen einen neuen Franchise-Rekord auf. Es folgten, wie bereits im Jahre 2013, der Gewinn der Vezina Trophy und die Berufung ins NHL First All-Star Team.
Im Juli 2019 verließ Bobrowski die Blue Jackets nach sieben Jahren und schloss sich als Free Agent den Florida Panthers an, bei denen er einen Siebenjahresvertrag unterzeichnete, der ihm ein durchschnittliches Jahresgehalt von zehn Millionen US-Dollar einbringen soll. Damit bezog er zum Zeitpunkt der Unterzeichnung nach Carey Price das zweithöchste Gehalt eines Torhüters in der NHL.
Zu Beginn der Saison 2021/22 erreichte er im Trikot der Panthers den Meilenstein von 300 Siegen in der NHL. Die Spielzeit beendete er mit 39 Siegen, was einen neuen Franchise-Rekorde bei den Panthers darstellte, den zuvor Roberto Luongo (35) innehatte. In den Playoffs 2023 erreichte er mit Florida das Endspiel um den Stanley Cup, unterlag dort allerdings den Vegas Golden Knights mit 1:4. In den folgenden Playoffs 2024 zog er mit dem Team erneut ins Finale ein und errang mit einem 4:3-Erfolg über die Edmonton Oilers nun auch den ersten Stanley Cup der Franchise-Geschichte. Den Titel verteidigten die Panthers 2025, mit einem 4:2-Sieg, ebenfalls gegen die Oilers.

### International

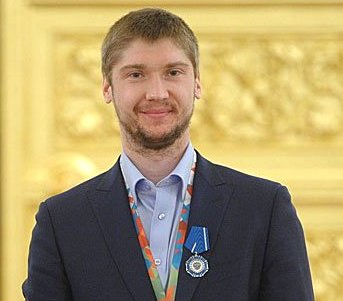
Sergei Bobrowski mit dem Orden der Ehre

Für Russland nahm Bobrowski an der U20-Junioren-Weltmeisterschaft 2008 teil, bei der er mit seiner Mannschaft die Bronzemedaille gewann. Daneben stand er im Kader bei den Super Series 2007. Bei der Herren-Weltmeisterschaft 2014 gewann er mit der Sbornaja die Goldmedaille und wurde als bester Torhüter ausgezeichnet. Im Jahr darauf erreichte er mit der Mannschaft erneut das Finale, scheiterte jedoch an der kanadischen Auswahl und gewann somit die Silbermedaille. Außerdem vertrat er sein Heimatland beim World Cup of Hockey 2016.

## Erfolge und Auszeichnungen

### Verein
- 2010 NHL-Rookie des Monats November
- 2013 Vezina Trophy
- 2013 NHL First All-Star Team
- 2014 Orden der Ehre
- 2015 Teilnahme am NHL All-Star Game (verletzungsbedingte Absage)
- 2016 NHL-Spieler des Monats Dezember
- 2017 Teilnahme am NHL All-Star Game
- 2017 Vezina Trophy
- 2017 NHL First All-Star Team
- 2024 Teilnahme am NHL All-Star Game
- 2024 Stanley-Cup-Gewinn mit den Florida Panthers
- 2025 Stanley-Cup-Gewinn mit den Florida Panthers

### Nationalmannschaft
- 2008 Bronzemedaille bei der U20-Junioren-Weltmeisterschaft
- 2014 Goldmedaille bei der Weltmeisterschaft
- 2014 Bester Torhüter der Weltmeisterschaft
- 2015 Silbermedaille bei der Weltmeisterschaft
- 2016 Bronzemedaille bei der Weltmeisterschaft

## Karrierestatistik
Stand: Ende der Saison 2024/25

### International
Vertrat Russland bei:
| - Super Series 2007 - U20-Junioren-Weltmeisterschaft 2008 - Olympischen Winterspielen 2014 - Weltmeisterschaft 2014 | - Weltmeisterschaft 2015 - Weltmeisterschaft 2016 - World Cup of Hockey 2016 - Weltmeisterschaft 2021 |

(Legende zur Torhüterstatistik: GP oder Sp = Spiele insgesamt; W oder S = Siege; L oder N = Niederlagen; T oder U oder OT = Unentschieden oder Overtime- bzw. Shootout-Niederlage; Min. = Minuten; SOG oder SaT = Schüsse aufs Tor; GA oder GT = Gegentore; SO = Shutouts; GAA oder GTS = Gegentorschnitt; Sv% oder SVS% = Fangquote; EN = Empty Net Goal; 1 Play-downs/Relegation; Kursiv: Statistik nicht vollständig)